# Вівчарик сичуанський
Вівча́рик сичуанський (Phylloscopus forresti) — вид горобцеподібних птахів родини вівчарикових (Phylloscopidae).

## Поширення
Гніздиться в горах центрального та південного Китаю, мігруючи на зиму в гори Південно-Східної Азії. Його природним середовищем існування є субтропічні або тропічні вологі рівнинні ліси та сильно деградовані колишні ліси.